# Gelernter Österreicher
Gelernter Österreicher ist eine (selbst)ironische Bezeichnung für Menschen mit Insiderwissen über Land, Leute und Gepflogenheiten, für Kenner der österreichischen sozialen und politischen Verhältnisse. Meist bezieht sie sich auf geborene Österreicher. Manchmal wird sie auch für Zugezogene verwendet, dann ist es eine Auszeichnung.

## Zum Begriff und seiner Geschichte
Der Ausdruck ist seit Anfang des 20. Jahrhunderts nachweisbar und ist bis heute in Österreich populär.
Daniel Spitzer (1835–1893) überraschte, dass die Glückwünsche zu Franz Grillparzers (1791–1872) achtzigsten Geburtstag 1871 vor allem den Begriff des „guten Österreichers“ enthielten. Er bekannte, dass er sich darunter nichts vorstellen könne, dass eine Auskunft darüber selbst in autorisierten Kreisen sich alle Mondviertel ändern würde und er habe das Urteil schon bei immer gleich gebliebenen Leuten in beide Richtungen sich verändern sehen. „Um daher zu allen Zeiten ein guter Oesterreicher zu sein, muß man vor Allem ein sehr geübter Oesterreicher sein.“ Friedrich Torberg (1908–1979) sieht den synonymen Begriff des „geübten Österreichers“ als Vorstufe des „mittlerweile populärer fixierten Begriff des ‹gelernten› Österreichers“.
Der aus Postelberg gebürtige Eduard Bacher (1846–1908), Angehöriger der deutschen Minderheit in Böhmen und befreundet mit Theodor Herzl, war ab 1879 Chefredakteur der Neuen Freien Presse und verfocht in seinen Leitartikeln eine deutschliberale Linie, setzte sich für die Aufrechterhaltung der zentralistischen Tendenzen ein, kämpfte besonders gegen die tschechische Politik in Böhmen und warnte vor der beschleunigten Slawisierung Österreichs. Somit stand er im starken Gegensatz zum nationalen und föderalistischen Ministerpräsidenten von Cisleithanien, Graf Eduard Taaffe (1833–1895), dessen letzte Amtszeit von 1879 bis 1893 dauerte (siehe auch Bürgerministerium). Während dieser Zeit soll er Bacher einen „gelernten Deutschböhm’“ genannt haben, nur dann könnte man wohl bestimmte Ansichten (wohl über die Sprache) verstehen. Der Begriff wurde dann auch in Zusammenhang mit anderen Personen oder allgemein für diese Personengruppe verwendet.
Karl Kraus verwendet den Begriff „gelernter Deutschböhm’“ gegenüber Bacher in der „Fackel“ drei Mal von 1899 bis 1902. Einige schreiben ihm auch die Prägung des Begriffs „gelernter Österreicher“ zu. Zumindest in der Fackel verwendete er den Begriff jedoch nie. Andere schreiben den Ausdruck Ferdinand Kürnberger (1821–1879) zu, jedoch auch ohne handfeste Quellenangabe. Zu seinen Erfahrungen und womit er sich teilweise thematisch beschäftigt hat, würde es passen. In der österreichischen Presse ist der Begriff erstmals in der Arbeiter-Zeitung 1900 belegbar.
Im Korpus von Google Bücher taucht der Begriff erstmals 1910 in der Theaterzeitschrift Die Schaubühne auf und dies zwei Mal in seinem ureigenen Sinn, vor allem für den damaligen Beamtenstaat. Frühere Verwendungen, vor allem in der Tages- oder Wochenpresse, sind nicht auszuschließen.
- Hermann Bahr (1863–1934) hatte schon 1909 im Roman Drut die Bezeichnung „gelernte Deutschböhm“ verwendet.[12] In seiner Abschiedsschrift von 1910 für den von 1898 bis 1910 amtierenden Burgtheater-Direktor Paul Schlenther (1854–1916) begründet er, weshalb er schon bei der Ernennung gegen Schlenther gewesen sei: Sein „Preußenschädel“ würde niemals den passenden Umgang, die passende Behandlung seiner übergeordneten Behörde erlernen. (Im Gegensatz zum ebenfalls Nicht-Wiener Heinrich Laube.) Er werde sich bemühen treuer Diener zu sein, sich an die Vorgaben halten, gegenüber der Behörde loyal sein und nicht ahnen, „daß seine Behörde von ihm erwartet, gegen ihren ausgesprochenen Willen auf eigene Gefahr zu handeln, um ihn, wenn es schief geht, was man ja niemals im voraus wissen kann, preiszugeben, aber wenn es gut geht, sich mit ihm zu brüsten.“ Gegenüber einem Landtheater würden einem Burgtheaterdirektor gute Stücke und Schauspieler zugetragen, alles liefe von selbst, er müsse sich nur mit List und Durchhaltevermögen die Erlaubnis der Behörde zur ordentlichen Leitung des Theaters erschleichen, erpressen oder ertrotzen. „Wir müssen ja doch gerecht sein und dürfen nicht leugnen, daß es die Behörde mit dem Burgtheater gut meint, weshalb sie einen Direktor nicht achten kann, der das tut, was sie will, denn sie kennt sich doch! Schlenther wird sich wundern, wie sie ihn im Stich lassen wird! Denn das verzeiht überhaupt eine österreichische Behörde nie, wenn man ihr gehorcht. Mit Recht nicht. Weil das doch zuletzt immer an der Behörde selbst schlecht ausgeht.“ Schlenther habe sich alle guten Eigenschaften bewahrt, nur habe er der Behörde treu gedient und all ihre Dummheiten auf seine Schultern genommen, wodurch er zusammenbrechen musste. „Die Behörde selbst hat ihm dann noch den letzten Stoß gegeben. Wundert er sich? Ich mich nicht. Und niemand hier. Wir haben das erwartet. Es ist der übliche Dank.“ Um den nächsten Direktor Alfred von Berger (1853–1912) „braucht uns ja nicht bange zu sein, weil er doch ein gelernter Oesterreicher ist.“[13]
- Paul Stefan (1879–1943) berichtet von einem möglichen neuen Leiter der Volksoper (welcher letztendlich nicht kam) und bietet einen Rückblick auf die Geschichte des Hauses. Dies wurde im Umfeld der Christlichsozialen Partei gebaut, um „das Theater den Juden [zu] entreißen und dem christlichen deutschen Volk von Wien eine Stätte sittlich und künstlerisch reiner Muße [zu] bereiten.“ Die christliche Presse frohlockte, die jüdische unkte die Schmach und schwieg häufig ganz: „kurz, dieses Theater wurde, wie das trautenauer Kreisgericht [Böhmen], der leitomischler Nachtwächter [Böhmen], die triester Universität [damals Handelshochschule] oder der Bildhauer Metzner [Professur in Wien oder nach Deutschland gehen] ein Politikum. Ein gelernter Oesterreicher weiß, was das bedeutet. Allen übrigen Lesern kann ich nur das Sachliche davon preisgeben. […]“[14]

Häufig wird der Begriff dazu gebraucht, um zu erklären, warum kleinere Missstände und Widersprüche in Politik und Verwaltung in Österreich als akzeptabel gelten und der „gelernte Österreicher“ geneigt ist, ihnen gegenüber „Milde walten“ zu lassen. Gleichzeitig wird aber damit ein gewisses Selbstbewusstsein signalisiert, das die Einsicht in historische Zusammenhänge und gewachsene Strukturen zur Grundlage hat. Diese eigenbrötlerische Haltung wird nicht nur im Ausland oft kritisiert. Helmut Qualtinger schreibt im Vorwort zu dem Fotoband Die gute alte Zeit über diese oft rückwärtsgewandte Sicht: „Der gelernte Österreicher sieht diese Welt durch einen Filter: jung, strahlend, bunt, intakt, das verlorene Paradies.“
In der österreichischen Literatur des 20. Jahrhunderts spielt dieser Ausdruck als Metapher für das Selbstverständnis der Österreicher eine Rolle, die von der Literaturwissenschaft mehrfach aufgegriffen wurde. Franz Werfel und Heimito von Doderer verwendeten in ihren literarischen Werken und Schriften häufig diesen Begriff.
Am Ende des 20. Jahrhunderts entwickelte sich die vergleichbar gebrauchte Wendung gelernter DDR-Bürger für Menschen, deren Sozialisation in der DDR stattgefunden hatte.

## Beispiele für die Verwendung
„Nun, das alles hat Editha damals zu jener hausmeistertechnisch-polizeilichen Situation veranlaßt, welche wir (als gelernte Österreicher) gleich einmal vorweggenommen haben.“

„Diesem Horst wollen wir uns als gelernte Österreicher stellen, es geht hier wirklich um die Ehr’ - […]“

„Der gelernte Österreicher hat sich mit dem Untergang der Monarchie im Grunde seines Herzens eigentlich bis heute nicht abgefunden, ja die Renaissance Altösterreichs (William M. Johnston) ist ein Phänomen, das heute auch jenseits der Grenzen wahrzunehmen ist – […]“

„Österreicher sein ist ein Zustand, ein goldner Schnitt nur zwischen Distanzen und Kräften, aus dem man fallen kann, wenn man eine rohe und ungeschickte Bewegung macht.“

„Als gelernter Österreicher hatte ich mir einige Varianten zurechtgelegt, um in jeder Situation gewappnet zu sein.“

„Wer ein alter »gelernter« Österreicher ist, weiß allerdings, daß geheime Gesetze des österreichischen Bluts und die geheimnisvolle Gunst gütiger Sterne dem Volk von Österreich die Gnade der Ehrfurcht, […]“

„Als »geborener und gelernter« Österreicher wußte ich, daß es bei jedem Verbot eine oder mehrere »Hintertüren« gab.“